# Graphostroma platystomum
Graphostroma platystomum — вид грибів, що належить до монотипового роду Graphostroma.